# 嘘の木
『嘘の木』（うそのき）は、フランシス・ハーディングによるイギリスの児童文学作品。
原著『THE LIE TREE』は2015年、児玉敦子による日本語訳は2017年、東京創元社より刊行された。
19世紀イギリスを舞台に、嘘を養分とする不思議な「嘘の木」を巡る因縁に巻き込まれた14歳の少女フェイスの奮闘が描かれる。

## あらすじ
舞台はヴィクトリア朝、イギリス。
14歳の少女フェイスは博物学者である父を敬愛し、自らもその道に進みたいと強く願っているが、娘であるが故に軽んじられている。
父は発掘資料捏造の嫌疑をかけられ、牧師として暮らしてきた町からの出奔を余儀なくされる。
折よく博物学者として招致されたヴェイン島へ一家で移り住むが、捏造を報じた噂はまもなく島にも達し、やがて父は頓死する。
不名誉な嫌疑、それを苦にしての自殺という汚名をそそごうと、フェイスはひとり奮起する。
遺品の中から発見したのは、先の道中、父が娘であるフェイスにも優先して大事に運んだ「各種植物」の箱、その秘密だった。

## 主な登場人物
フェイス・サンダリー
14歳の娘。父を敬愛し、自らも同じ博物学の道へ進みたいと願っているが、女子であるために誰の理解をも得られないという鬱屈を抱えている。
エラスムス・サンダリー
フェイスの父。牧師であり博物学者。娘であるフェイスへの態度は極めて冷淡。発掘資料捏造の嫌疑をかけられる。
マートル・サンダリー
フェイスの母。周囲の男性という男性に媚びを振りまく様子をフェイスは嫌悪している。
ハワード・サンダリー
フェイスの幼い弟。フェイスのその年頃よりも明らかに賢くないにも拘わらず、男子であるが故に将来を嘱望されている。
マイルズ・カティストック
マートルの弟。一家の出奔に同行。

## 受賞
- 英／ガーディアン賞最終候補
- 英／カーネギー賞最終候補
- 英／コスタ賞児童書部門受賞、最優秀賞
- 米／ボストングローブ・ホーンブック賞受賞[1]